# Daimler-Benz DB 613
Der Daimler-Benz DB 613, Ausführung A und B, ist ein Doppel-Motor, bestehend aus zwei Flugmotoren der Baureihe DB 603. Verbunden wurden diese beiden DB-603-Motoren mit einem Getriebe.
Das Getriebe mit zwei Kupplungen verband die Einzelmotoren miteinander. Über eine Langwelle wurde der Propeller angetrieben. Im Notfall konnte jeder der Einzelmotoren für sich angelassen werden; bei einem technischen Defekt eines Motors kuppelte dieser sich während des Betriebs selbstständig aus, so dass der andere Motor die Luftschraube weiterhin antreiben konnte. Sollte der Bordmechaniker den Defekt während des Flugs beheben können, konnte der bis dahin ausgekuppelte Motor auch wieder während des Flugs zugeschaltet werden.
Die Kennzeichnung der Motoren DB 613 A und B bestimmt die Drehrichtung der Motoren:
DB 613 A = linkslaufend (auf Kraftabgabeseite gesehen, rechtsdrehend in Flugrichtung)
DB 613 B = rechtslaufend (auf Kraftabgabeseite gesehen, linksdrehend in Flugrichtung)
Die Motoren wurden in einem Winkel von 44 Grad zueinander und ein Motor spiegelverkehrt gebaut.
Die Motorenbaureihe DB 613 umfasste mehrere Doppel-Motoren-Typen:
- DB 613 A mit 3500 PS
- DB 613 B mit 3500 PS
- DB 613 C mit 3800 PS
- DB 613 D mit 3800 PS